# Dorfkirche Steffenshagen

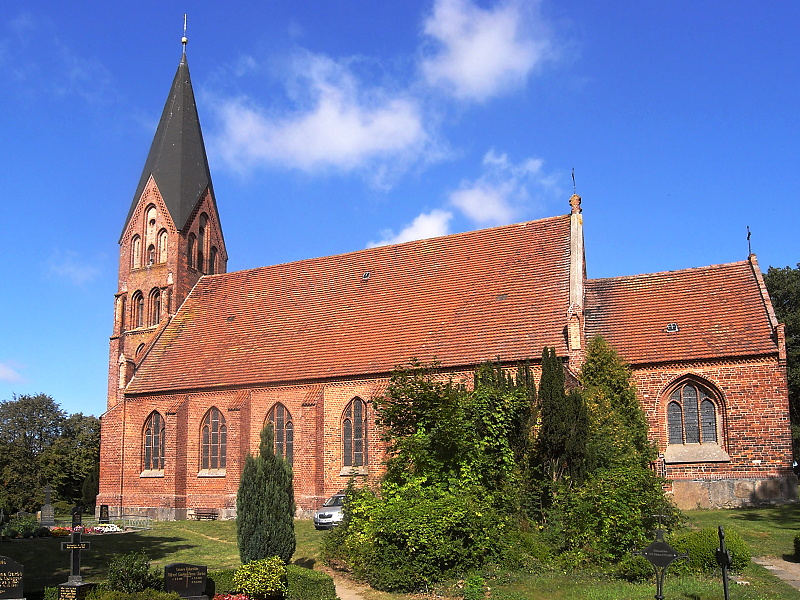

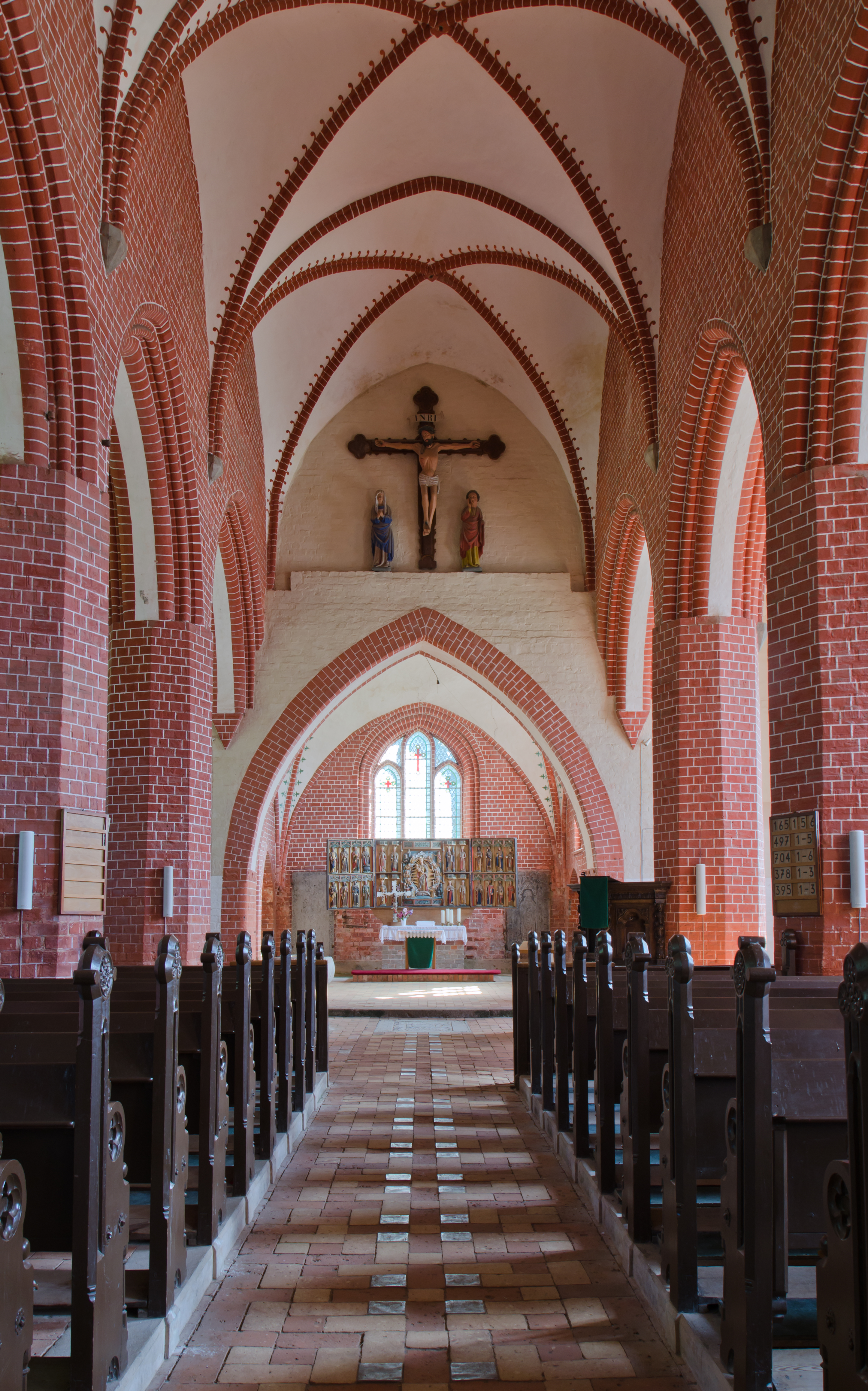
Pseudobasilika mit fensterlosen Hochschiffswänden

Die Dorfkirche Steffenshagen ist die Kirche der Evangelisch-lutherischen Kirchengemeinde Steffenshagen im Landkreis Rostock. Die Gemeinde gehört zur Propstei Rostock im Kirchenkreis Mecklenburg der Evangelisch-Lutherischen Kirche in Norddeutschland (Nordkirche).

## Baubeschreibung
Die Kirche ist eine dreischiffige Pseudobasilika aus Backstein. Der Chor ist quadratisch angelegt und stammt vom Ende des 13. Jahrhunderts. Der Chorraum hat ein Kreuzrippengewölbe. Interessant sind die in die Außenwände eingearbeiteten Ziegel mit Flachreliefs heraldisch stilisierter Tiere (Löwe, Greif, Leopard und Tiger), sowie Weinlaubranken. Der Schmuck des südlichen Chorportals besteht aus einem Wechsel von glasierten und unglasierten Backsteinen. Das Langhaus ist etwas jünger. Achteckige Pfeiler tragen ein Kreuzrippengewölbe in allen drei Schiffen, das Mittelschiff ist deutlich höher ausgeführt, sodass die Kämpfer seines Gewölbes etwa in Scheitelhöhe der Arkaden liegen. Die drei westlichen Joche sind durch einen breiten rechteckigen Gurt von den östlichen abgesetzt und sind erst in der zweiten Hälfte des 19. Jahrhunderts, zeitgleich mit dem Turm errichtet worden.
1966 erfolgte eine Restaurierung der Kirche.

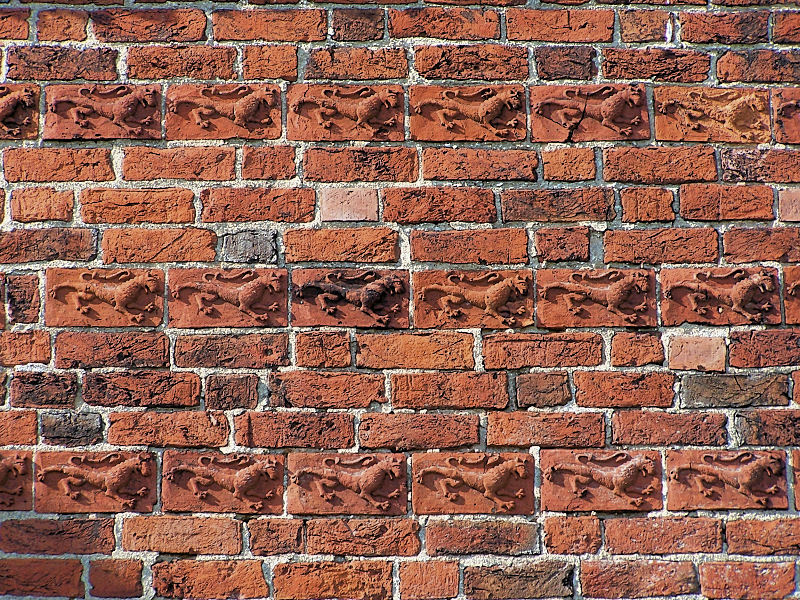
Formstein-Friese am Chor
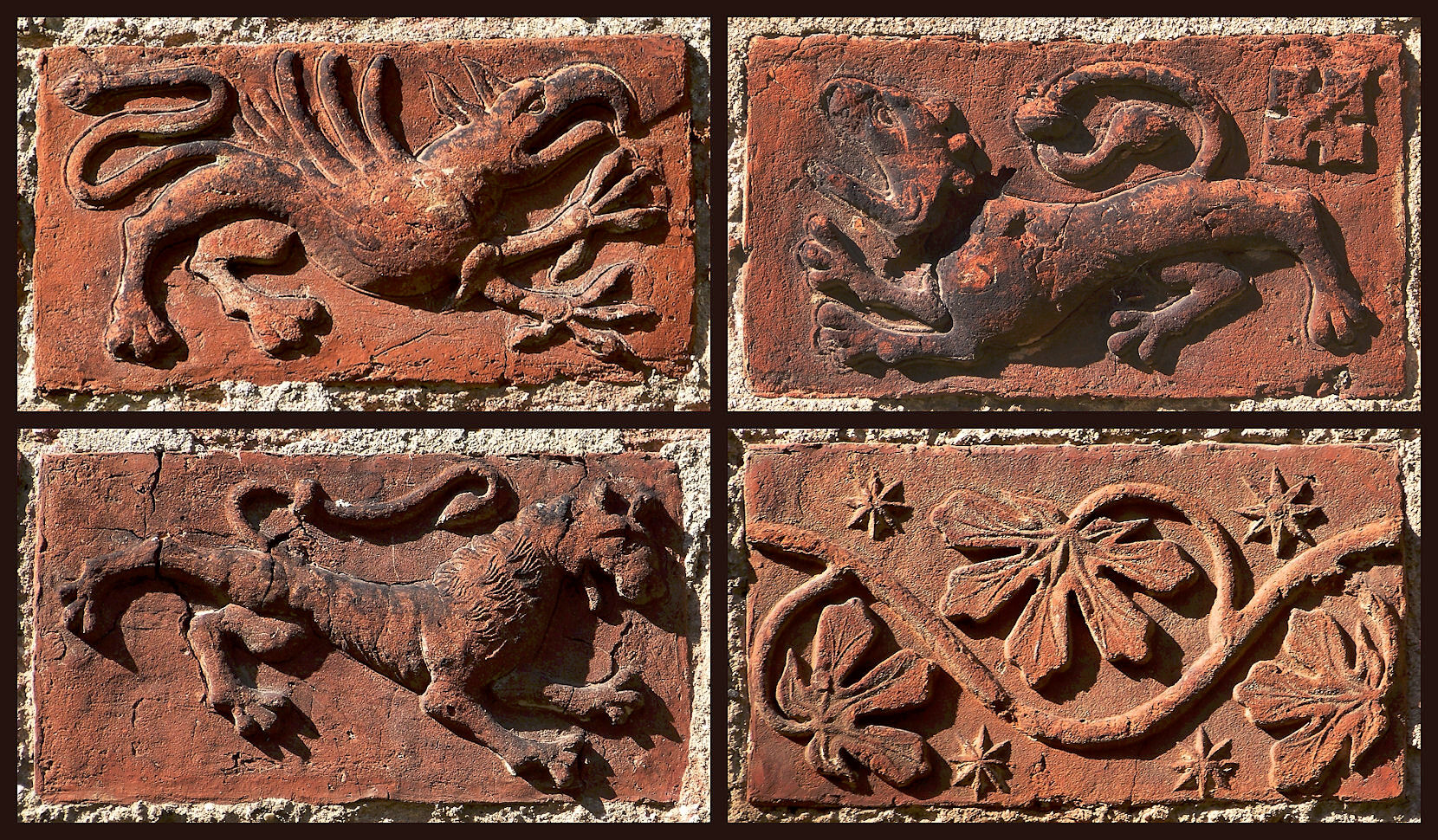
Motive der Friese

## Inneneinrichtung
Im Inneren der Kirche findet sich ein Schnitzaltar aus der zweiten Hälfte des 15. Jahrhunderts. Dieser zeigt in der Mitte, auf einer Mondsichel stehend, Maria mit dem Christuskind, zu ihren Füßen kniend die Stifter des Altars, rechts und links verschiedene Heilige und Moses mit den Gesetzestafeln.
Die hölzerne Kanzel ohne Schalldeckel wurde 1962 aus der profanierten Kapelle Weitendorf bei Proseken geborgen und 1966 am ersten Südpfeiler aufgestellt. Sie soll aus der Dominikanerkirche des Schwarzen Klosters zu Wismar stammen.
Weiterhin gehören zur Ausstattung eine Triumphkreuzgruppe aus dem 14. Jahrhundert und eine romanische Granittaufe in Kelchform.
1866 wurde ein neuer Altaraufsatz mit einem Gemälde des Schweriner Malers Theodor Fischer aufgestellt und der gotische Altar zusammen mit dem Kruzifix des Triumphkreuzes dem Zeitgeschmack folgend in die Sakristei verbannt. Zu dieser Zeit wurde die Granitfünte in den Turm verbracht und ebenfalls ein neuer Taufstein angeschafft, der heute in der Dorfkirche Lambrechtshagen in Gebrauch ist.

## Geistliche
- Horst Glowinski 1947–1953
- Kai Feller 2002–2019